# Порубана Зоя Яківна

Порубана Зоя. Стаття з газети «Радянська Буковина» від 13.02.1959

Зоя Яківна Порубана (1919, село Южинець, Королівство Румунія, тепер Кіцманського району Чернівецької області — ?) — українська радянська діячка, новатор сільськогосподарського виробництва, доярка колгоспу «День урожаю» Кіцманського району Чернівецької області. Депутат Верховної Ради УРСР 5-го скликання.

## Біографія
Народилася в селянській родині. Працювала в сільському господарстві.
З кінця 1940-х років — колгоспниця, а з 1952 року — доярка колгоспу «Радянська Буковина» (потім — «День урожаю») села Южинець (центральна садиба в селі Шишківці) Кіцманського району Чернівецької області. У 1958 році надоїла по 5668 кілограмів молока від кожної фуражної корови.

## Нагороди
- орден Леніна (26.02.1958)
- медалі